# Campillo de Dueñas
Campillo de Dueñas bezeichnet einen Ort und eine Gemeinde (municipio) mit 74 Einwohnern (Stand: 2024) im Nordosten der Provinz Guadalajara in der Autonomen Gemeinschaft Kastilien-La Mancha in Zentralspanien.

## Lage
Campillo de Dueñas liegt im Iberischen Gebirge im Osten der Provinz Guadalajara in einer Höhe von 1110 m. Die Entfernung zur westsüdwestlich gelegenen Provinzhauptstadt Guadalajara beträgt ca. 115 Kilometer (Fahrtstrecke).

## Bevölkerungsentwicklung
| Jahr      | 1960 | 1970 | 1981 | 1991 | 2001 | 2011 | 2021 |
| Einwohner | 486  | 266  | 178  | 165  | 119  | 92   | 78   |

## Sehenswürdigkeiten
- Burgruine von Zafra (Castillo de Zafra)
- Katharinenkirche
- Marienkapelle

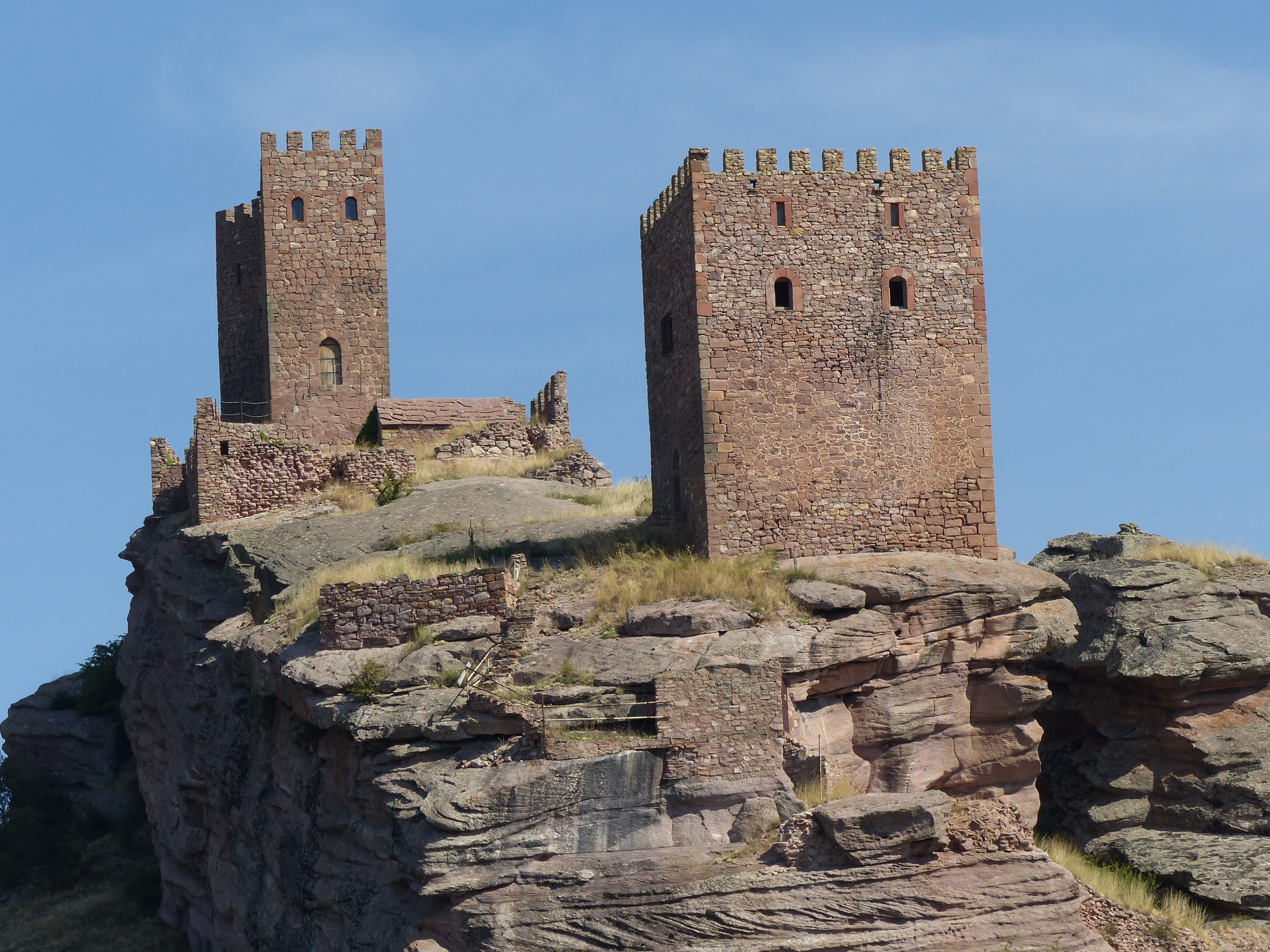
Burgruine von Zafra
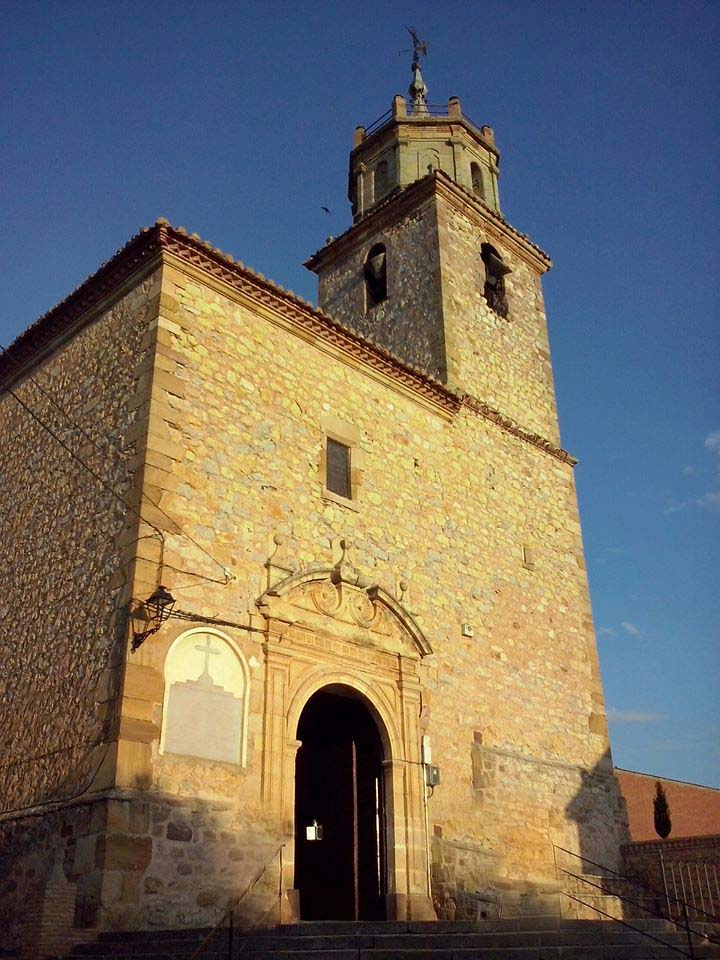
Katharinenkirche